# Amidyny

Ogólna struktura amidyn

Amidyny – grupa związków organicznych o wzorze ogólnym: RC(=NH)NH2, gdzie R jest grupą alkilową bądź arylową.
Otrzymywane są między innymi w Reakcji Pinnera.
Pokrewne związki: imidazoliny, guanidyny, iminoetery i moczniki.